# アンブローズ・キングスランド
アンブローズ・コーネリアス・キングス（Ambrose Cornelius Kingsland、1804年5月24日 – 1878年10月13日）は裕福な鯨油商人、政治家。
5番街114番地（現バナナ・リパブリック）に住んでいた。
1864年、ハンターズアイランド（現ブロンクス区ペラム・ベイ・パーク）を127,501ドルで購入した。後に、北タリータウン（現スリーピーホロー）のハドソン川沿いの広大な土地を購入した。この土地を後にスタンレー・スチーマーに売却した。
ウエストチェスター郡郊外の水辺公園、ブロンクス区やブルックリン区のキングスランド通り (Kingsland Avenue) は彼の名を冠している。